# Bernhard Adalbert Emil Koehne
Bernhard Adalbert Emil Koehne (Sasterhausen, Striegau, 12 de febrero de 1848 - Berlín, 12 de octubre de 1918) fue un botánico, dendrólogo y profesor alemán.
Uno de sus trabajos fue la obra Deutsche Dendrologie publicada en 1893 (Stuttgart, 601 pp.) Para la obra "Das Pflanzenreich" de A. Engler escribió, en 1903, el capítulo "Lythraceae"; y para la obra conjunta de Engler y Prantl, "Die natürlichen Pflanzenfamilien", coordinó para el 3.er. volumen el capítulo "Lythraceae", así como el capítulo del mismo nombre para el volumen 13º de la obra Flora Brasiliensis de von Martius.

## Honores

### Eponimia
Género botánico
- (Asteraceae) Koehneola Urb.[1]
- La abreviatura «Koehne» se emplea para indicar a Bernhard Adalbert Emil Koehne como autoridad en la descripción y clasificación científica de los vegetales.[2]